# Секретомоторика
Секретомоторика (секреторна моторика) — це здатність структури (часто нерва) спонукати залозу виділяти речовину (зазвичай слиз або серозну рідину).
Секреторно-моторні нервові закінчення часто контрастують із закінченнями чутливих нейронів і руховими нервовими закінченнями. Приклад секреторно-моторної активності можна побачити у слізній залозі яка виділяє водний шар слізної плівки. Слізна гілка очного нерва (сама гілка V1 трійчастого нерва) забезпечує секретомоторну іннервацію слізної залози, стимулюючи її секрецію водянистого шару. Однак ці нервові волокна походять від лицевого нерва(VII) і лише коротко проходять з волокнами від трійчастого нерва.
Секретомоторні нейрони в кишечнику і жовчному міхурі контролюють рух рідини та електролітів.